# San Francisco (Atlántida)
San Francisco es un municipio del departamento de Atlántida en la República de Honduras. A julio de 2020 tenía una población estimada de 16,315 habitantes.

## Toponimia
Su nombre proviene de San Francisco de Asís, santo de la Iglesia católica, o simplemente proviene del Francisco Matute (fallecido en 1911), médico olanchano y diputado quien trabajó para la creación del departamento de Atlántida.

## Límites
El nunicipio de San Francisco se encuentra ubicado en la región norte de Honduras, en el centro del departamento de Atlántida (Política y administrativamente pertenece al departamento de Atlántida).
| Orientación | Límite                              |
| ----------- | ----------------------------------- |
| Norte       | Mar Caribe                          |
| Sur         | Municipio de Olanchito, Yoro        |
| Este        | Municipio de El Porvenir, Atlántida |
| Oeste       | Municipio de La Masica, Atlántida   |

San Francisco  tiene una extensión de 284.34 km²

## Historia
En 14 de enero de 1903, fue fundado el municipio de  San Francisco; Según datos encontrados en el  Archivo Nacional de Honduras. A principios el lugar fue una aldea denominada y registrada como  El Jimerito  que pertenecía a la jurisdicción del municipio de  El Porvenir. Esta aldea (primera aldea) fue colonizada debido a estar en una zona bananera, que luego se llamó "Frisco", siendo los primeros habitantes, gente que provenían principalmente de los municipios de Olanchito y Arenal, en el departamento de Yoro. 
Al crearse el municipio de San Francisco, su jurisdicción abarcaba todo lo que hoy es el municipio de  La Másica , parte del municipio de Esparta. El municipio de San Francisco alcanza su mayor auge económico cuando funcionaba la compañía bananera estadounidense Vaccaro Bros Society. 
En 1926, la gobernación política fija los límites o separación de La Masica de San Francisco, Atlántida. Al crearse el municipio de  San Francisco.
En 1950 fue construido el primer edificio y reconstruido en el año 1982 siendo alcalde municipal el señor  Marshall Hall. Las autoridades en su mayoría han sido originarias de Santa Ana y San Francisco. La misma funcionó donde hoy es el centro social el cual en los años ochenta y noventa del siglo XX, era el "Instituto San Francisco de Asís". Es de mencionar que en este funciona en la actualidad la "Escuela de Agricultura Jonh F. Kennedy" anteriormente  Normal Mixta.
Su actual Alcalde Municipal es Enrique Matute. Desde 2014 hasta el Presente.

## Política
| Puesto      | Funcionario                         | Partido político       |
| ----------- | ----------------------------------- | ---------------------- |
| Alcalde     | Enrique Alejandro Matute Meza       | Libertad y Refundación |
| Vicealcalde | Lesvia Yaqueline Mejía Portillo     | Libertad y Refundación |
| Regidor 1   | Brenda Beatriz Castellanos Sabillón | Libertad y Refundación |
| Regidor 2   | Amilcar Rodríguez Franco            | Libertad y Refundación |
| Regidor 3   | Martha Patricia Montes Gámez        | Partido Nacional       |
| Regidor 4   | Ana Lidia Canales Hernández         | Libertad y Refundación |
| Regidor 5   | José María Portillo Sanches         | Partido Nacional       |
| Regidor 6   | José Wilfredo Mena Calderini        | Libertad y Refundación |
| Regidor 7   | Bessy Lastenia Cruz Ramírez         | Partido Nacional       |
| Regidor 8   | Carlos Alberto Bardales Moradel     | Partido Liberal        |

## División Política
- Aldeas: 12 (2013)
- Caseríos: 63 (2013)

| Código administrativo | Aldea           |
| --------------------- | --------------- |
| 010601                | San Francisco   |
| 010602                | Frisco N.º 1    |
| 010603                | La Frutera      |
| 010604                | La Llave        |
| 010605                | Las Camelias    |
| 010606                | Micelly         |
| 010607                | Paguales        |
| 010608                | Río Cuero       |
| 010609                | Saladito        |
| 010610                | Santa Ana       |
| 010611                | Santiago        |
| 010612                | Santiago Arriba |
|                       | Boca del Toro   |

| Código | Caserío            |
| ------ | ------------------ |
|        | Buena Vista        |
|        | Poso Zarco         |
|        | La ensenada        |
|        | Divina Providencia |
|        | El Sitio           |

El casco urbano de la cabecera Municipal consta de 8 barrios y 6 colonias, siendo Barrio el Parque el más antiguo pues data del año 1903, constituyendo el centro del pueblo y donde se ubicaba la iglesia, el parque central y las antiguas oficinas municipales.